# Guégon
Guégon (bretonisch: Gwegon, Gallo: Gégon) ist eine französische Gemeinde mit 2.308 Einwohnern (Stand 1. Januar 2022) im Département Morbihan in der Region Bretagne.

## Geographie
Guégon liegt in der Nordhälfte im östlichen Teil des Départements Morbihan und gehört zum Pays de Josselin.
Nachbargemeinden sind Forges de Lanouée im Norden, Josselin und Guillac im Nordosten, Saint-Servant im Osten, Cruguel und Guéhenno im Süden, Buléon und Lantillac im Westen sowie Pleugriffet im Nordwesten.
Der Ort liegt durch seine Nachbarschaft zu Josselin nahe an Straßen für den überregionalen Verkehr. Die für die Gemeinde wichtigen regionalen Straßenverbindungen sind die D126 zwischen Plumelec und Josselin, die D122 von Cruguel nach Saint-Gobrien und die D4 von le Roc Saint-André nach Josselin. Über Gemeindegebiet verläuft die N 24 mit zwei Anschlüssen nahe Le Borne und bei Guégon.
Die bedeutendsten Gewässer sind der Fluss Oust, der hier kanalisiert Canal de Nantes à Brest genannt wird sowie die Bäche Chênaie, Sédon, Vieux Moulin und Ville Oger. Diese bilden teilweise die Gemeindegrenze. Zudem gibt es einige kleine Teiche auf dem Gemeindegebiet. Nur ein geringer Teil des Gemeindeareals ist von Waldgebieten bedeckt. Die beiden größeren Waldgebiete sind der Bois de Coët By und le Quéninquet.

## Geschichte
Die Gemeinde gehört historisch zur bretonischen Region Bro Gwened (frz. Vannetais) und innerhalb dieser Region zum Gebiet Reter Bro Gwened (frz. Vannetais oriental) und teilt dessen Geschichte. Von 1801 bis zu dessen Auflösung am 10. September 1926 gehörte sie zum Arrondissement Ploërmel. Von 1793 bis 1801 war Guégon Hauptort eines eigenen Kantons. Seither ist die Gemeinde dem Kanton Josselin zugeteilt.

## Bevölkerungsentwicklung
| Jahr      | 1962 | 1968 | 1975 | 1982 | 1990 | 1999 | 2006 | 2019 |
| Einwohner | 2456 | 2298 | 2276 | 2334 | 2334 | 2395 | 2396 | 2272 |

## Sehenswürdigkeiten
- Kirche Saint-Pierre et Saint-Paul aus dem 12. Jahrhundert mit Umbauten aus dem 13. und 16. Jahrhundert; restauriert im 20. Jahrhundert
- Kirche Saint-Mélec in Trégranteur aus dem 16. Jahrhundert
- Kirche Notre-Dame in Coët Bugat aus dem 17. Jahrhundert
- Kapelle 'Notre-Dame-du-Borne in Le Borne
- Kapelle Saint-Antoine bei Trévenaleuc aus dem 18. Jahrhundert
- Kreuze vor der Dorfkirche (15. Jahrhundert), von Camfroux und Forhan (beide aus dem 16. Jahrhundert)
- Schloss Trégranteur, erbaut um 1750
- Herrenhäuser in Val-au-Houx (15. Jahrhundert), Coët-By (15.–18. Jahrhundert), Ville-ès-Vents (18. Jahrhundert) und Cléhinet
- Haus Maison de La Chapelle-des-Brières aus dem Jahr 1635
- Säule der Gerechtigkeit vor der Kirche in Tréganteur
- Tympanon vor der Kirche von Coët Bugat
- zehn alte Mühlen in Billaud, Clan, Coët Digo, Comesle, Morhan, Panros, Roxa und Trevelaneu

Quellen:

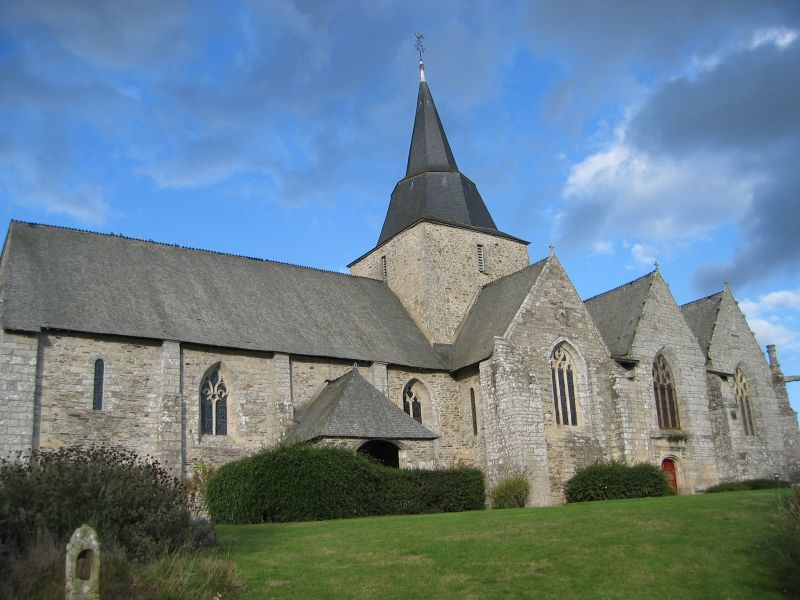
Dorfkirche Saint-Pierre et Saint-Paul in Guégon
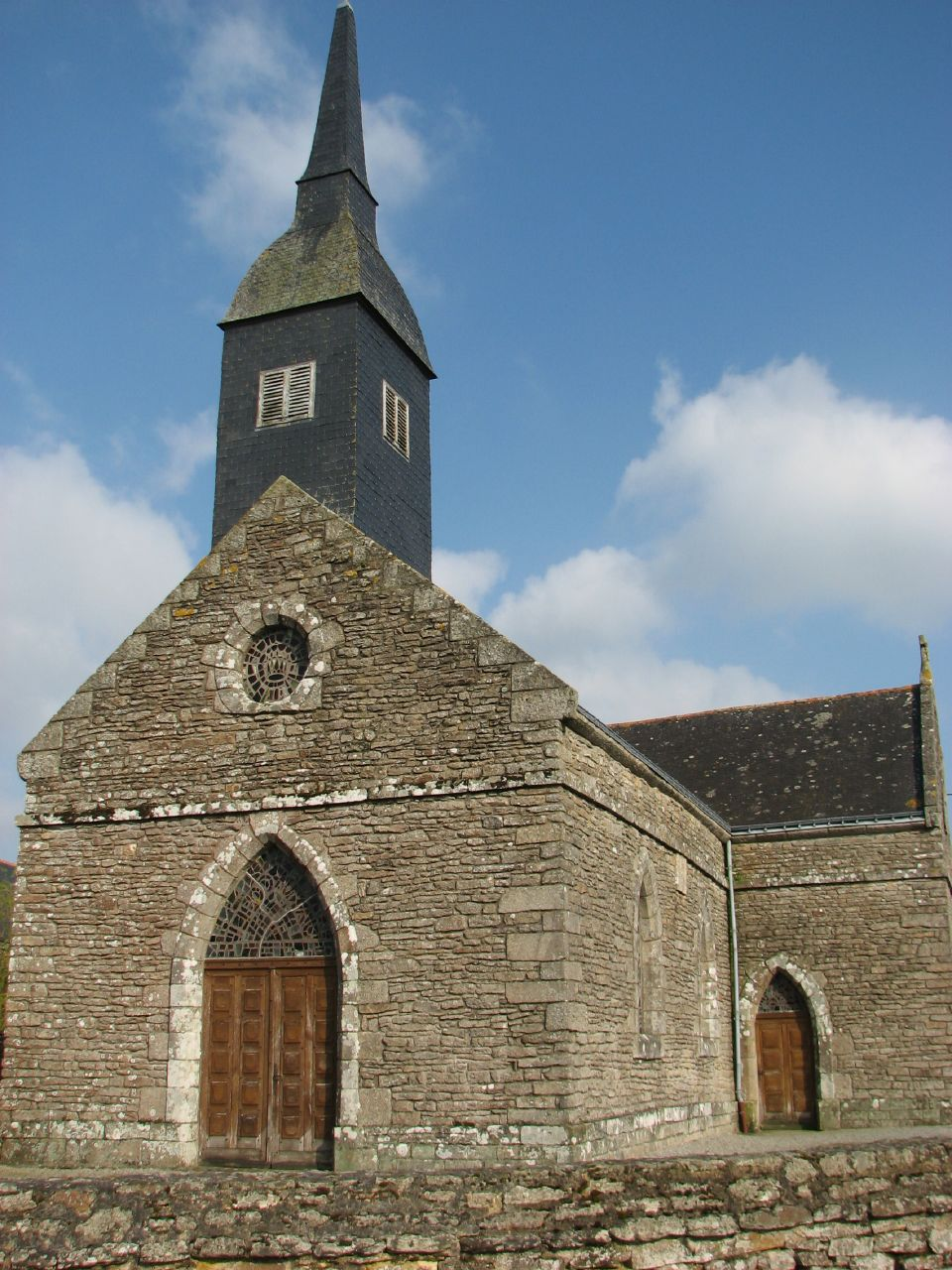
Kirche Notre-Dame in Coët Bugat
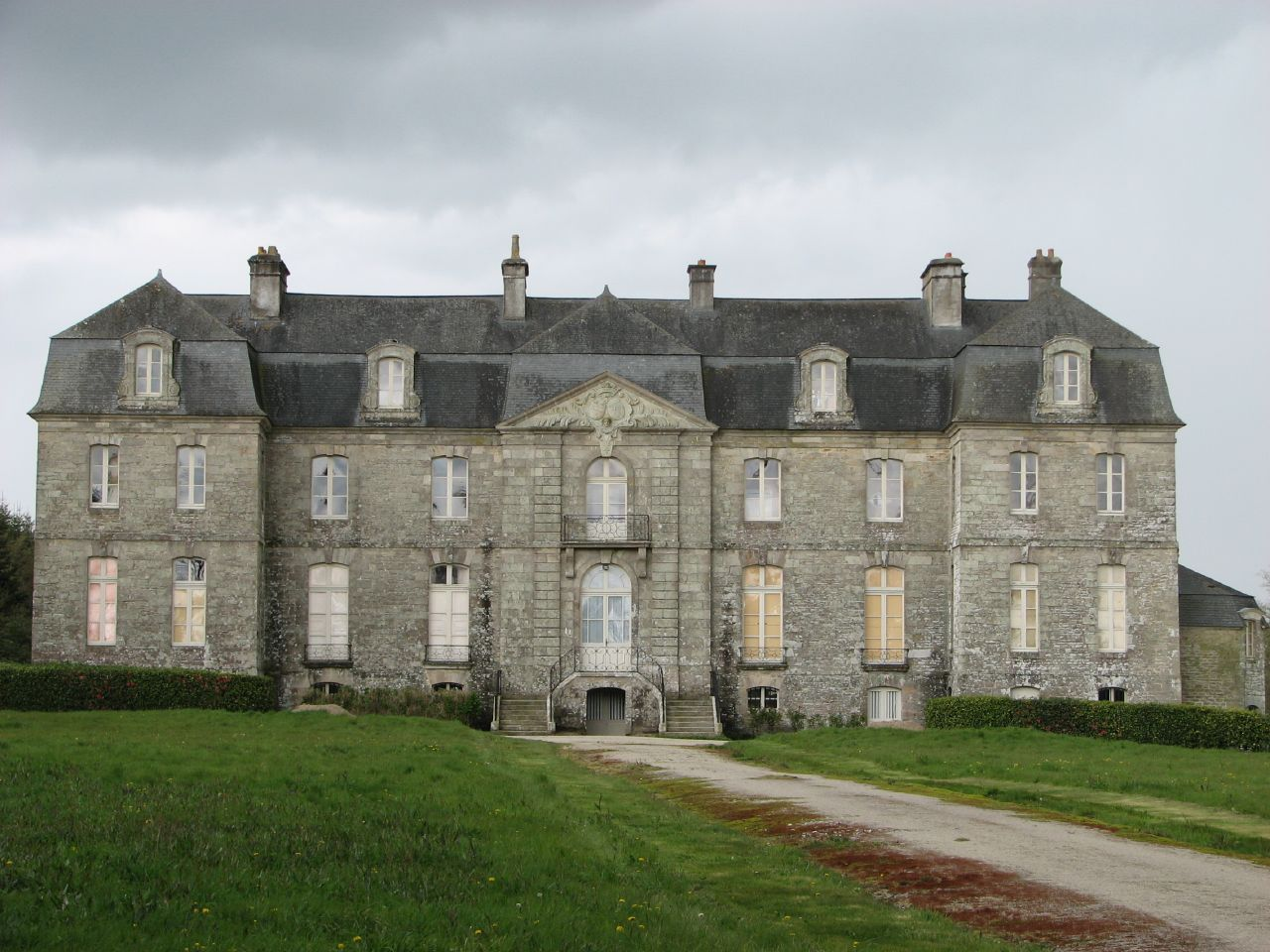
Schloss Tréganteur